# بخش قطور
بخش قُطور یکی از بخش‌های تابعه شهرستان خوی در استان آذربایجان غربی در شمال غربی ایران است.

## مردم‌شناسی
بخش قطور از بخش‌های سنی‌نشین شهرستان خوی است. مردمان بخش قطور کرد (کرمانج) و آذری (کره‌سنی) بوده و به زبان‌های کردی کرمانجی و ترکی آذربایجانی تکلم می‌کنند.

## تاریخچه
مهم‌ترین مسئله در مورد تاریخ شهر قطور این است که حتی تا سال‌ها پس از پایان جنگ میان حکومت صفوی و امپراتوری عثمانی، این شهر در تملک حکومت عثمانی باقی مانده و جزء خاک کشور کنونی ترکیه محسوب شده‌است. الحاق مجدد این شهر به کشور ایران به دوران رضاشاه برمی گردد.
کمیسیون مرزی ایران و دولت عثمانی که در سال‌های ۱۹۱۴–۱۹۱۱ میلادی تشکیل شد در مورد مسائل مرزی در محدوده آرارات به یک تفاهم کلی رسیدند و همین تفاهم سنگ بنای مرزهای کنونی قرار گرفت، البته جنگ جهانی اول تصویب نهایی رأی این کمیسیون را به تعویق انداخت. با پایان یافتن جنگ جهانی اول و فروکش کردن آشوب‌های داخلی، ایران و ترکیه از ۱۳۰۱ش مجدداً به مذاکره بر سر مسئله مرزها پرداختند. توافقهای مرزی شوروی و ترکیه در ۱۹۲۱ که طی دو نشست در قارص (عهدنامه قارص) و مسکو (عهدنامه مسکو (۱۹۲۱)) با مبادله اراضی مرزهای خود را تغییر دادند، موجب تسلط ترکیه بر منطقه راهبردی آرارات شد.
در ۱۳۱۰ش در دیدار وزیران خارجه ایران و ترکیه، کمیسیون مرزی دیگری شکل گرفت و قرار شد بخشی از اراضی دو کشور مبادله شود. بدین ترتیب آرارات کوچک به ترکیه واگذار شد و ترکیه از بخشی از ادعاهای خود در بخش قطور دست برداشت و این پایه شکل‌گیری بعدی مرزهای دو کشور شد. در سال‌های ۱۳۱۳–۱۳۱۱ش کمیسیونی تحت سرپرستی مظفر اعلم این توافقنامه را به تصویب رساند.

## نام گذاری
ریشه نامگذاری این شهر به روایتی به دوران تسلط امپراتوری عثمانی بر این منطقه برمی گردد که در آن زمان حاکم این منطقه سرداری به نام «قطور» بوده‌است.

## جمعیت
بنابر سرشماری مرکز آمار ایران، جمعیت بخش قطور شهرستان خوی در سال ۱۳۸۵ برابر با ۲۷۰۰۰ نفر بوده‌است.

## تقسیمات کشوری
- بخش قطور
  - دهستان زری

شهر: قطور